# Talapoin d'Angola
El talapoin d'Angola (Miopithecus talapoin) és el cercopitècid africà de menor volum.
Viu en grans grups de fins a 100 individus, en els quals hi ha diferents mascles adults, encara que usualment ho fa en famílies d'una quinzena d'exemplars, a les selves de terres baixes, pantanoses, manglars i estuaris de la selva plujosa d'Àfrica occidental, des del sud del Camerun fins a Angola.
D'hàbits arboris i diürns, ocupa l'estrat inferior dels arbres, i es divideix en subgrups d'un mateix sexe per alimentar-se. Al vespre s'amaga a l'espessor, on dormen en grups de tres o quatre individus. És una de les mones més silencioses, ja que sols emet mots xiulants en cas d'alarma.
S'alimenta de fruits, llavors, insectes i petits vertebrats. A diferència de la major part de primats, neda molt bé en les zones pantanoses i fins i tot pot submergir-se sota l'aigua a la recerca d'aliment.
La seva reproducció és estrictament estacional, ja que les còpules es produeixen sempre al llarg de l'estació seca, produint-se els naixements al cap de cinc o sis mesos.